# Matěj Šín
Matěj Šín, né le 2 juin 2004 en Tchéquie, est un footballeur international tchèque qui évolue au poste de milieu offensif au Baník Ostrava.

## Biographie

### En club
Né  en Tchéquie, Matěj Šín commence le football avec le club du SK Polanka nad Odrou puis après un passage d'un an au MFK Vítkovice il rejoint le Baník Ostrava en 2014, où il poursuit sa formation. Il intègre pour la première fois l'équipe première en 2022, lors d'un camp d'entraînement en Turquie.
Il joue son premier match en professionnel avec le Baník Ostrava, le 12 février 2022, lors d'une rencontre de championnat face au FK Teplice. Il entre en jeu à la place de Lukáš Budínský et son équipe s'incline par quatre buts à deux.
Matěj Šín inscrit son premier but en professionnel le 18 février 2023, à l'occasion d'une rencontre de championnat face au FC Zbrojovka Brno. Entré en jeu, il marque d'une frappe du pied gauche sur un service de Jiří Fleišman (en) mais ne peut empêcher la défaite de son équipe par deux buts à un,.
Le 28 février 2023, Šín prolonge son contrat avec le Baník Ostrava, étant alors lié au club jusqu'en juin 2025.

### En sélection
Matěj Šín représente l'équipe de Tchéquie des moins de 18 ans. Il joue au total dix matchs avec cette équipe entre 2021 et 2022.
Matěj Šín est convoqué pour la première fois avec l'équipe nationale de Tchéquie en novembre 2024. Il ne joue toutefois aucun match lors de ce rassemblement.
Rappelé en mars 2025 avec la Tchéquie, il honore cette fois-ci sa première sélection, face aux îles Féroé le 22 mars 2025. Il entre en jeu à la place de Václav Černý et son équipe s'impose par deux buts à un. Cela faisait près de cinq ans qu'un joueur du Baník Ostrava n'avait pas joué pour la sélection tchèque.